# Berberis sellowiana
Berberis sellowiana är en berberisväxtart som beskrevs av Schneider. Berberis sellowiana ingår i släktet berberisar, och familjen berberisväxter. Inga underarter finns listade i Catalogue of Life.